# Friedhilde Krause
Friedhilde Krause (* 18. August 1928 als Friedhilde Jonat in Serock, Polen; † 13. September 2014 in Rostock) war eine deutsche Slawistin und Bibliothekarin. Sie war Generaldirektorin der Deutschen Staatsbibliothek in Ost-Berlin, der früheren Preußischen Staatsbibliothek.

## Leben
Krause besuchte die Oberschulen in Gnesen und Wittstock/Dosse. Sie bestand 1947 in Wittstock die Abiturprüfung und wurde im selben Jahr Mitglied der Sozialistischen Einheitspartei Deutschlands. An der Humboldt-Universität zu Berlin studierte sie Slawistik bei Wolfgang Steinitz. Sie studierte auch Pädagogik und Germanistik und wurde wissenschaftliche Assistentin am Slawistischen Seminar. 1953 ging sie als Oberreferentin für Slawistik, Theologie und Russische Sprache ins Staatssekretariat für Hoch- und Fachschulwesen der Sozialistischen Einheitspartei Deutschlands. Ab 1958 wissenschaftliche Mitarbeiterin der Deutschen Staatsbibliothek, studierte sie nebenbei Bibliothekswissenschaft. 1970 wurde sie zur Dr. phil. promoviert. Ab 1969 war sie Stellvertreterin des Generaldirektors Horst Kunze. Als seine Nachfolgerin war sie ab 1977 die erste Direktorin der Deutschen Staatsbibliothek. 1988 wurde sie pensioniert. 
Von 1976 bis 1990 war sie in der Fraktion des Demokratischen Frauenbundes Deutschlands Abgeordnete der Stadtverordnetenversammlung von Berlin. Nach der Deutschen Wiedervereinigung war sie Mitglied der Leibniz-Sozietät. Zuletzt lebte sie in Rostock.

## Veröffentlichungen
- Wladimir Iljitsch Lenin in Berlin und als Leser der Königlichen Bibliothek, der heutigen Deutschen Staatsbibliothek. Deutsche Staatsbibliothek, Berlin 1970. 3. Auflage mit dem Titel: Wladimir Iljitsch Lenin als Leser der Königlichen Bibliothek zu Berlin. ISBN 3-7361-0016-7.
- Ausstellungen der Deutschen Staatsbibliothek 1946–1971. Deutsche Staatsbibliothek, Berlin 1971.
- (Hrsg.): Von der Wirkung des Buches: Festgabe für Horst Kunze zum 80. Geburtstag, gewidmet von Schülern und Freunden. Deutsche Staatsbibliothek, Berlin 1990.
- mit Esko Häkli (Hrsg.): Bibliophilie und Buchgeschichte in Finnland: aus Anlass des 500. Jubiläums des Missale Aboense. Deutsche Staatsbibliothek Berlin und Bibliothek Helsinki, 1988, ISBN 3-7361-0035-3.
- Theodor Fontane im literarischen Leben seiner Zeit: Beiträge zur Fontane-Konferenz vom 17. bis 20. Juni 1986 in Potsdam. Mit einem Vorwort von Otfried Keiler. Berlin, Deutsche Staatsbibliothek 1987.
- Auswählen, Verwalten, Dienen …: Dienstprotokolle aus der Amtszeit Adolf von Harnacks an der Königlichen Bibliothek, Preußischen Staatsbibliothek 1905 bis 1921. Reichert, Wiesbaden 2001, ISBN 3-89500-231-3.
- (Hrsg.): Die Bibliothek der Brüder Grimm: Annotiertes Verzeichnis des festgestellten Bestandes. Böhlau, Weimar 1989, ISBN 3-7400-0059-7.
- Auch Hoecker geht spazieren! Eine Studie zu Leben und Tätigkeit des Bibliotheksdirektors Dr. Rudolf Hoecker. Laurentius-Verlag Dehmlow, Hannover 1997, ISBN 3-931614-09-3.
- mit Rolf Volkmann: Max Joseph Husung: Porträt eines bedeutenden Einbandforschers und Bibliophilen. Laurentius, Seelze 1993.
- Handbuch der historischen Buchbestände in Deutschland. Olms–Weidmann, Hildesheim/Zürich 1995 ff. Herausgeberin von Bd. 19 bis 22.
- Rund um die Bibliothek. Gesammelte Aufsätze und Studien. Reichert, Wiesbaden 1998, ISBN 3-89500-082-5.
- mit Antonius Jammers: „Hier müssen private Kreise mithelfen…“: das Engagement des Vereins der Freunde für seine Königliche und Preußische Staatsbibliothek von 1914–1944. Stapp, Berlin 2009, ISBN 978-3-87776-121-2.

## Erinnerungen
- Erlebt und geprägt. Erinnerungen aus 80 Lebensjahren. Olms, Hildesheim Zürich New York 2009, ISBN 978-3-487-13928-9.